# Раффаеле Кадорна
Раффаеле Кадорна (італ. Raffaele Cadorna; 9 лютого 1815, Мілан — 6 лютого 1897, Турин, Королівство Італія) — італійський генерал. Батько Луїджі Кадорна.

## Біографія
Спочатку служив в армії П'ємонту після закінчення п'ємонтської військової академії у Турині (1840). Командував добровольчим інженерним батальйоном у Першій Італійській війні за незалежність (1848–1849). У складі п'ємонтських військ брав участь у Кримській війні.
У Другій Італійській війні за незалежність (1859) відзначився у битві при Сольферіно, отримав чин полковника. Потім нетривалий час був військовим міністром Тоскани (після вигнання герцога Тосканського Леопольда II і перед приєднанням Тоскани до Сардинського королівства).
У ході Третьої Італійської війни за незалежність успішно діяв у червні-липні 1866 у Фріулі. Після приєднання Південної Італії призначений військовим начальником на Сицилії, потім придушив розбій в Абруццо.
16 вересня 1870, командуючи армійським корпусом, зайняв Чивітавекк'ю, а 2 вересня, після нетривалого обстрілу, взяв Рим.
З 1877 у відставці.

## Нагороди
- Кавалер Вищого ордена Святого Благовіщення
- Кавалер Великого хреста Савойського Військового ордена
- Кавалер великого хреста ордена Корони Італії